# کمیته انتقال و احیای نهادها
کمیته انتقال و احیای نهادها (فرانسوی: Comité pour la transition et la restauration des institutions‎) خونتای نظامی حاکم در گابن است. این کمیته در پی کودتای ۲۰۲۳ گابن پس از لغو انتخابات عمومی این کشور در سال ۲۰۲۳ قدرت را به دست گرفت.
ده‌ها تن از اعضای این کمیته در اوایل صبح روز ۳٠ اوت اعلام کردند که رژیم رئیس‌جمهور علی بونگو پایان یافته است. در میان آنها سرهنگ‌های ارتش و اعضای گارد جمهوری بودند.
ژنرال بریس اولیگی، حامی سابق ریاست‌جمهوری، به اجرای کودتا کمک کرد و به عنوان رئیس‌جمهور انتقالی گابن منصوب شد.